# Cima Slatina

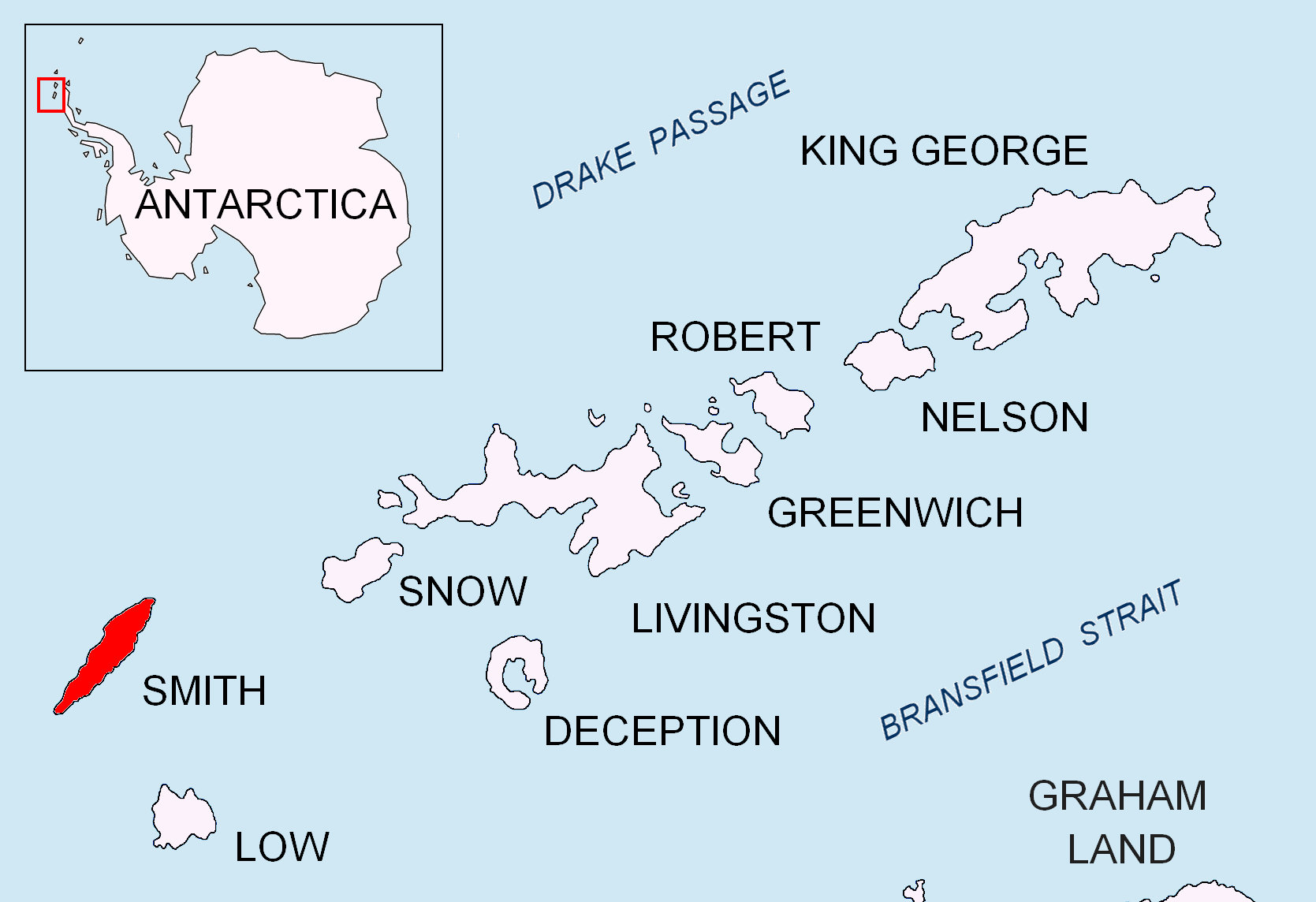
Localización de la Isla Smith (en rojo) en la Antártida.

Cima Slatina (връх Слатина en búlgaro, transl.: Vràkh Slatina) es una cima antártica situada en la sierra Imeon, Isla Smith, Shetland del Sur. Su altitud es de 1750 m y está localizada a 2 km al nordeste del collado de Varshets, a 4,09 km al sureste del punto Villagra y a 1,9 al sur de Drinov.
En la parte superior se encuentra el glaciar Chuprene al noroeste y Krivodol al sur. En 2009 varios grupos de cartógrafos búlgaros estudiaron la zona para la construcción de una base científica búlgara.